# Austrocidaria prionota
Austrocidaria prionota là một loài bướm đêm trong họ Geometridae.